# 竹本織太夫 (代数外)
四代目竹本 織太夫（たけもと おりたゆう、安政四年（1858年） - 大正三年（1914年））は、義太夫節の太夫。三代目竹本大隅太夫の門弟。本名は木津谷 吉兵衛。定紋は隅立て四つ目。

隅立て四つ目

## 概要
初名竹本小隅太夫を名乗り、明治22年（1889年）5月『御所桜堀川夜討』「太郎屋敷（弁慶上使）の段 中」にて、彦六座に出座。明治35年（1902年）5月の明楽座『彌陀本願三信記』「蓮如上人 嫁おどし肉付面の段 中」が最後の出座。明治38年（1905年）に四代目竹本織太夫を襲名するも織太夫としての出座歴はなく、同年9月、彦六座、明楽座に続く市の側堀江座の座主となり、堀江座々主として紋下に木津谷吉兵衛と名を記している。堀江座に続く近松座では演芸部長に就任。大正三年（1914年）12月3日没。享年56歳。（大正四年（1915年）1月21日没とも）
竹本織太夫としての舞台出演はなく、また竹本綱太夫の系統ではないことから、竹本織太夫の代数には数えられていない。紋も師匠三代目竹本大隅太夫の「隅立て四つ目」であり、竹本綱太夫系の「抱き柏に隅立て四つ目」とは異なっている。しかし、当人が「四代目織太夫」を襲名した際には、他に竹本織太夫がいたわけではなく、六代目綱太夫や三代目織太夫の門弟中がいる中で、四代目を襲名しているため、その時点で問題となることはなかったが、後年、二代目つばめ太夫が竹本綱太夫の名跡を相続する際に、つばめ太夫からいきなり綱太夫になることはできないため、師匠の二代目古靱太夫（八代目綱太夫を襲名する権利を保有していた）が、竹本綱太夫の前名として竹本織太夫を四代目としてつばめ太夫に襲名させるあたり、竹本綱太夫の前名として竹本織太夫の系譜を整理したため、この木津谷吉兵衛は代数外とされた。

## 織太夫稲荷
伏見稲荷大社境内にある石宮。通称を「織太夫稲荷」という。もともとは塚であったが、明治33年（1900年）に本社殿造の石宮となり、現在の石宮を四代目竹本織太夫が明治44年（1911年）1月に寄進し、正面に「四代目竹本織太夫 堀江座々主 木津谷吉兵衛」と刻んでいる。大正4年（1915年）に石鳥居が奉納された。高さ11尺5寸（約3m48cm)で、伏見稲荷大社の本殿に最も近い最大かつ稲荷山内唯一の石宮である。

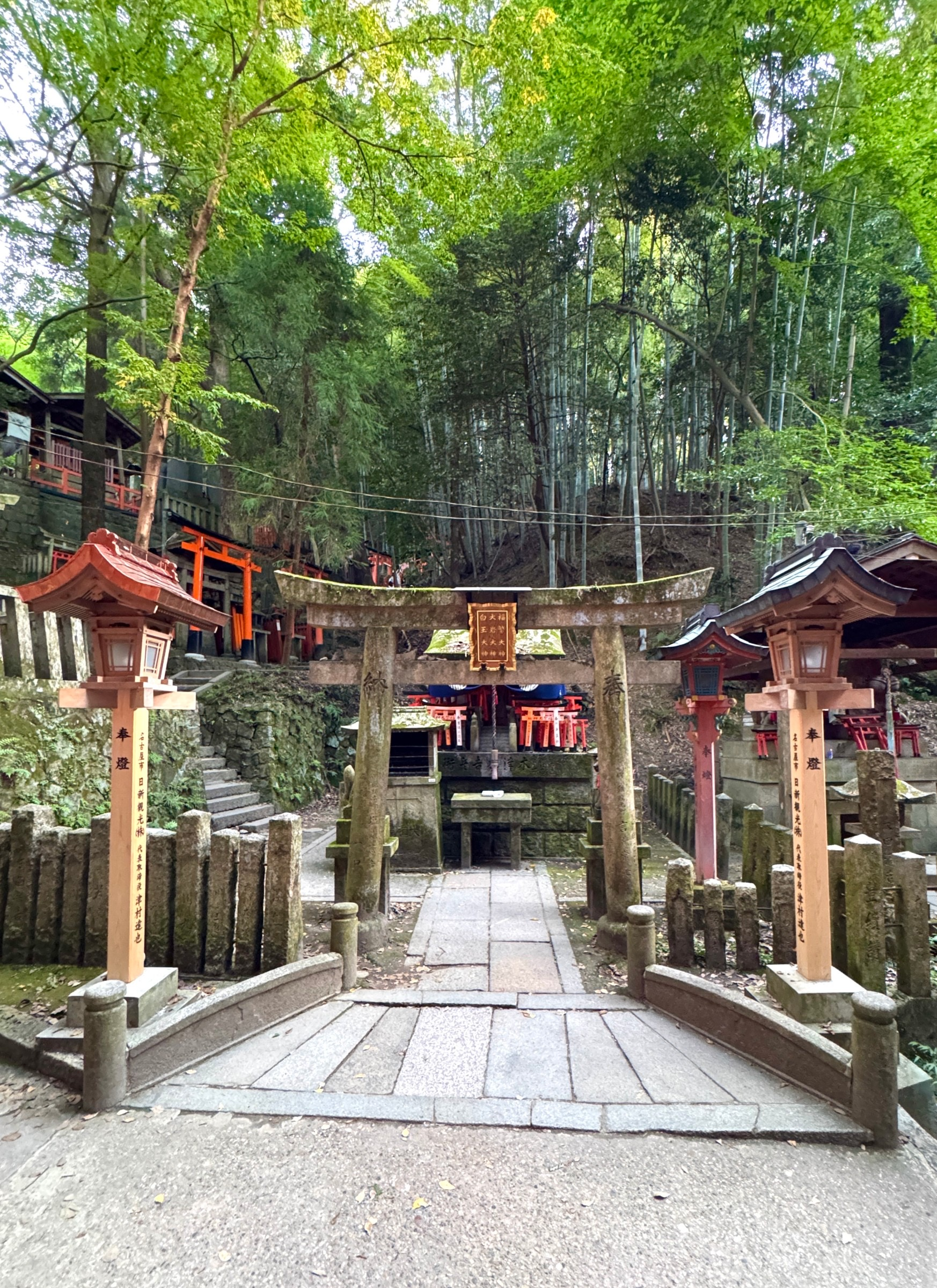
織太夫稲荷(全景)

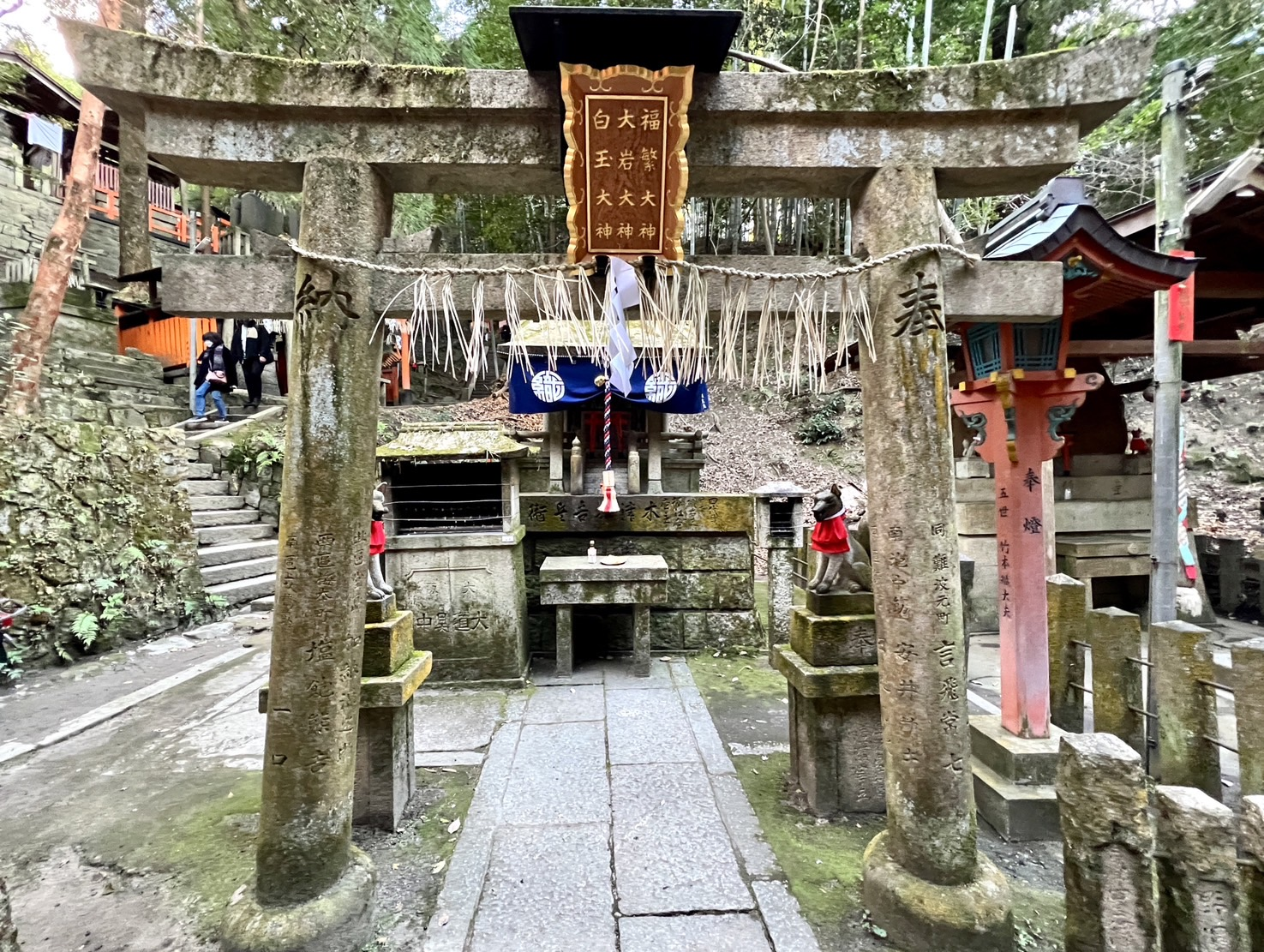
鈴緒がつけられ、新年の注連縄が貼られた織太夫稲荷

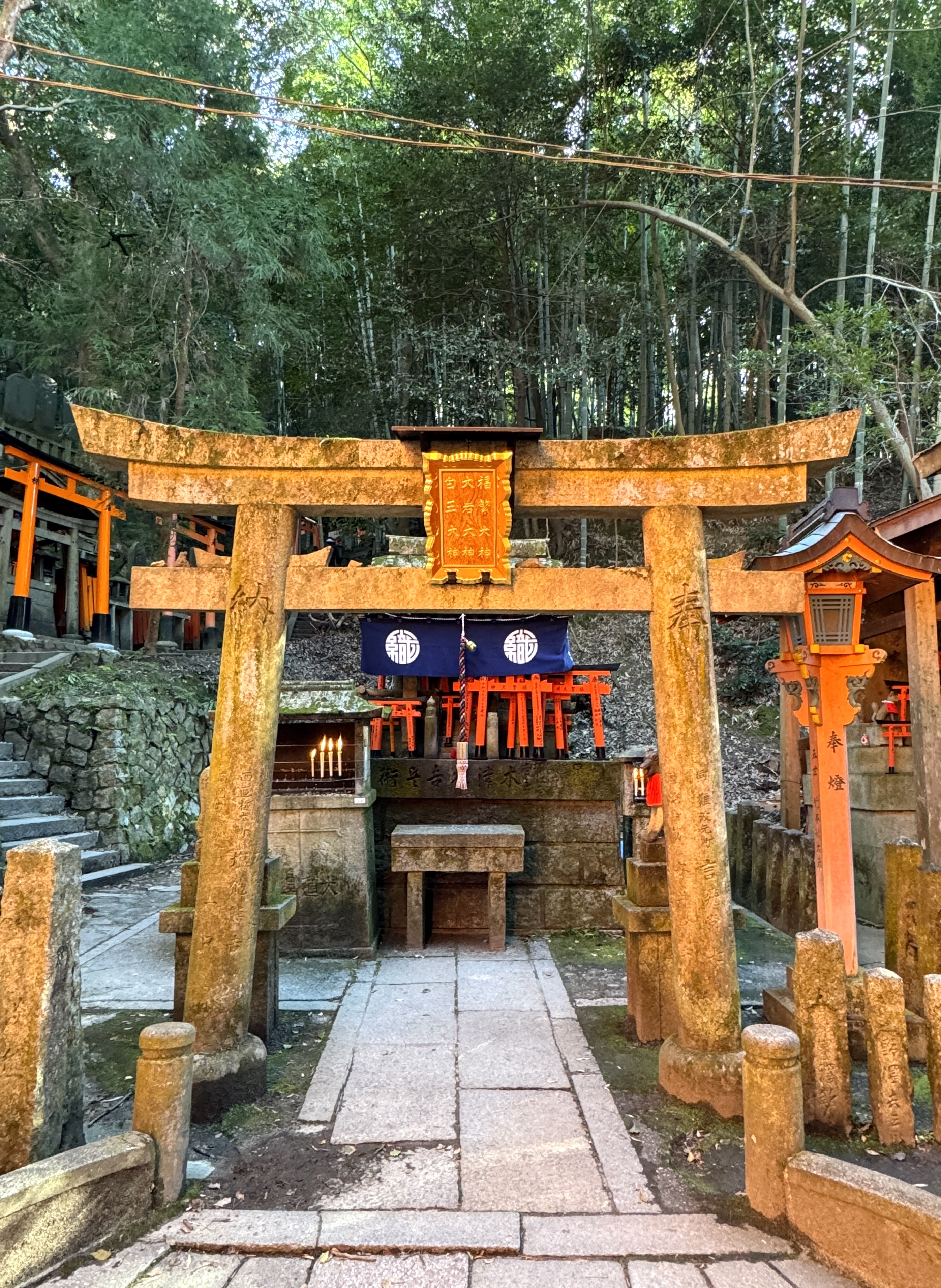
幔幕が張られた織太夫稲荷（全景）

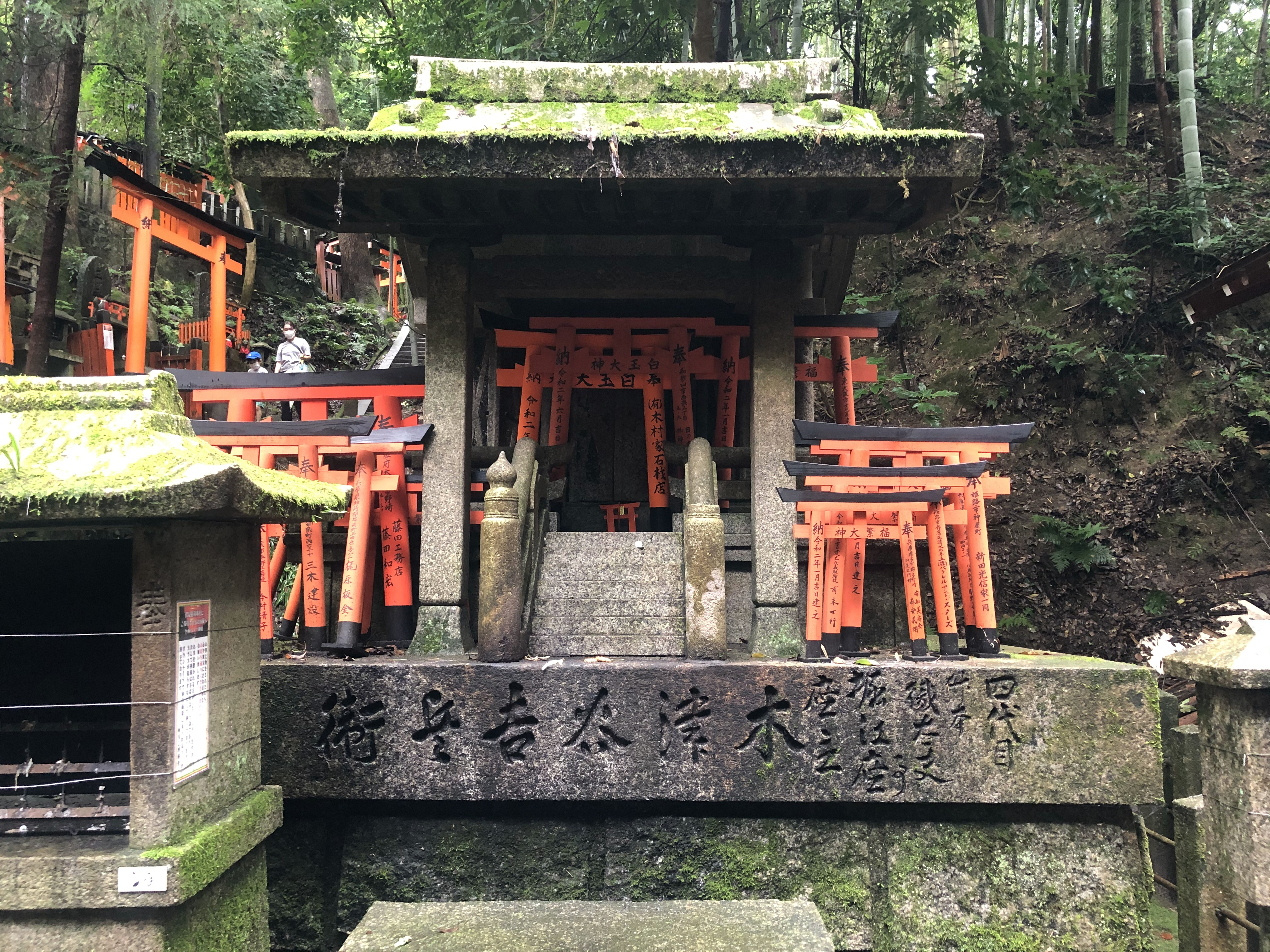
織太夫稲荷（近景）

「それが、先年、お山したら、そう京都の伏見稲荷大社へお参りしたら、四代竹本織大夫さんが寄進しはったとちゃんと書いた塚が、ふと目に入ったんでんが。尋ねたら、明治四十四年に建てはったもんだんね。綱大夫（うちの師匠）が織大夫相統しやはったん昭和十三年ですよって、別のお方ですわな」と五代目竹本織太夫（九代目竹本綱太夫=九代目竹本源太夫）は自著『織大夫夜話』に記しており、自身で平成2年（1990年）5月29日に「五世 竹本織大夫」と刻んだ春日灯籠を寄進している。
六代目竹本織太夫襲名披露の4ヶ月後である令和元年（2019年）7月の豪雨災害により石鳥居が倒壊したため、六代目竹本織太夫が私財を投じ再建。令和4年（2022年）8月に再建された石鳥居に神額が奉納された。同年11月16日織太夫稲荷再興の奏告祭が伏見稲荷大社本殿で執り行われ、織太夫の替え紋（織の紋）の入った幔幕が奉納された。同月、鈴緒も奉納されている。織太夫は「タイミングにも縁を感じ、六代目として必ずここを立派にすると約束した」「六代目としての自覚を強くした。同じ織太夫を名乗る者として木津谷さんの御霊(みたま)を大事に扱い、今後の活動を見守っていただきたい」とコメントしている。

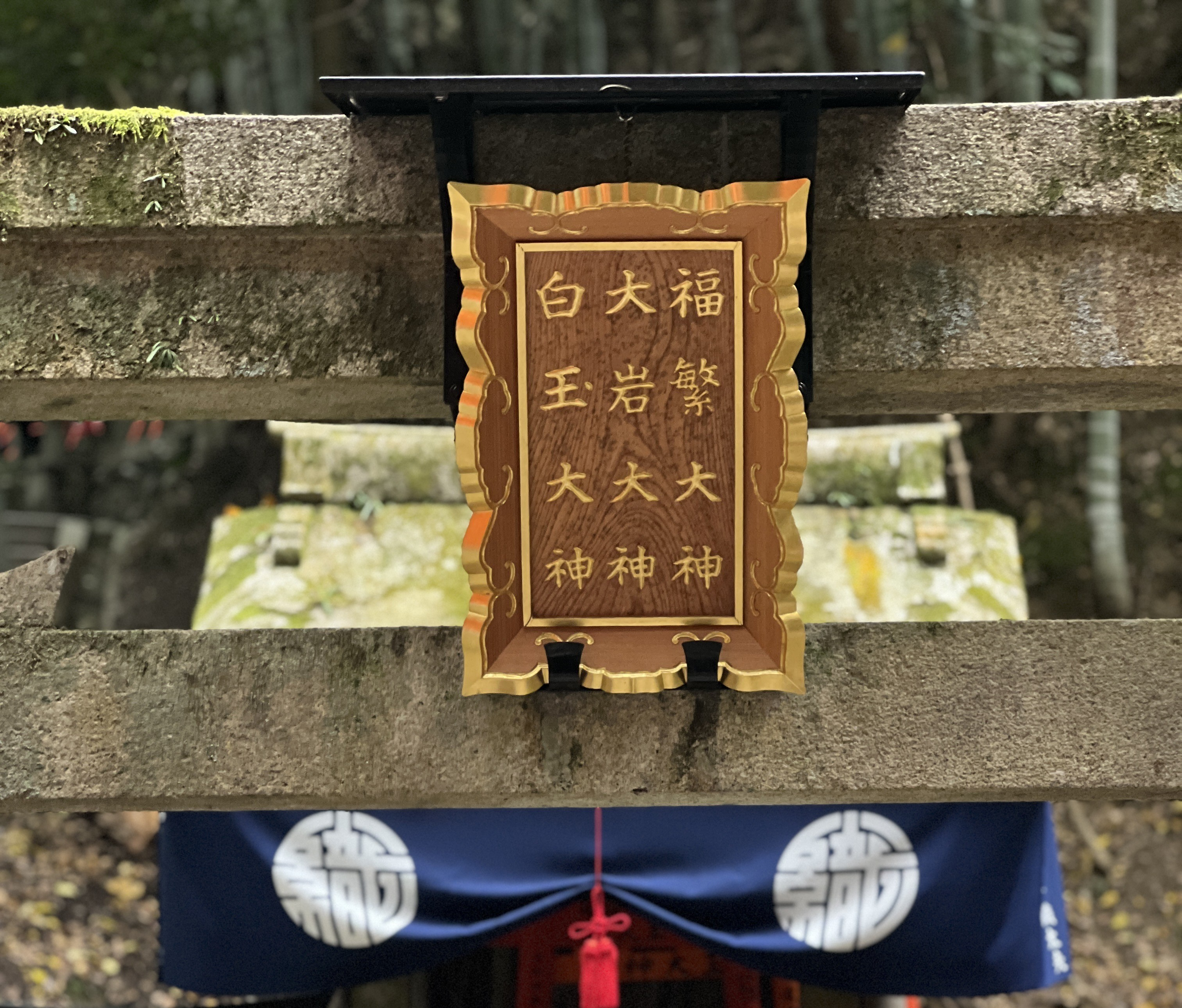
織太夫稲荷（神額）

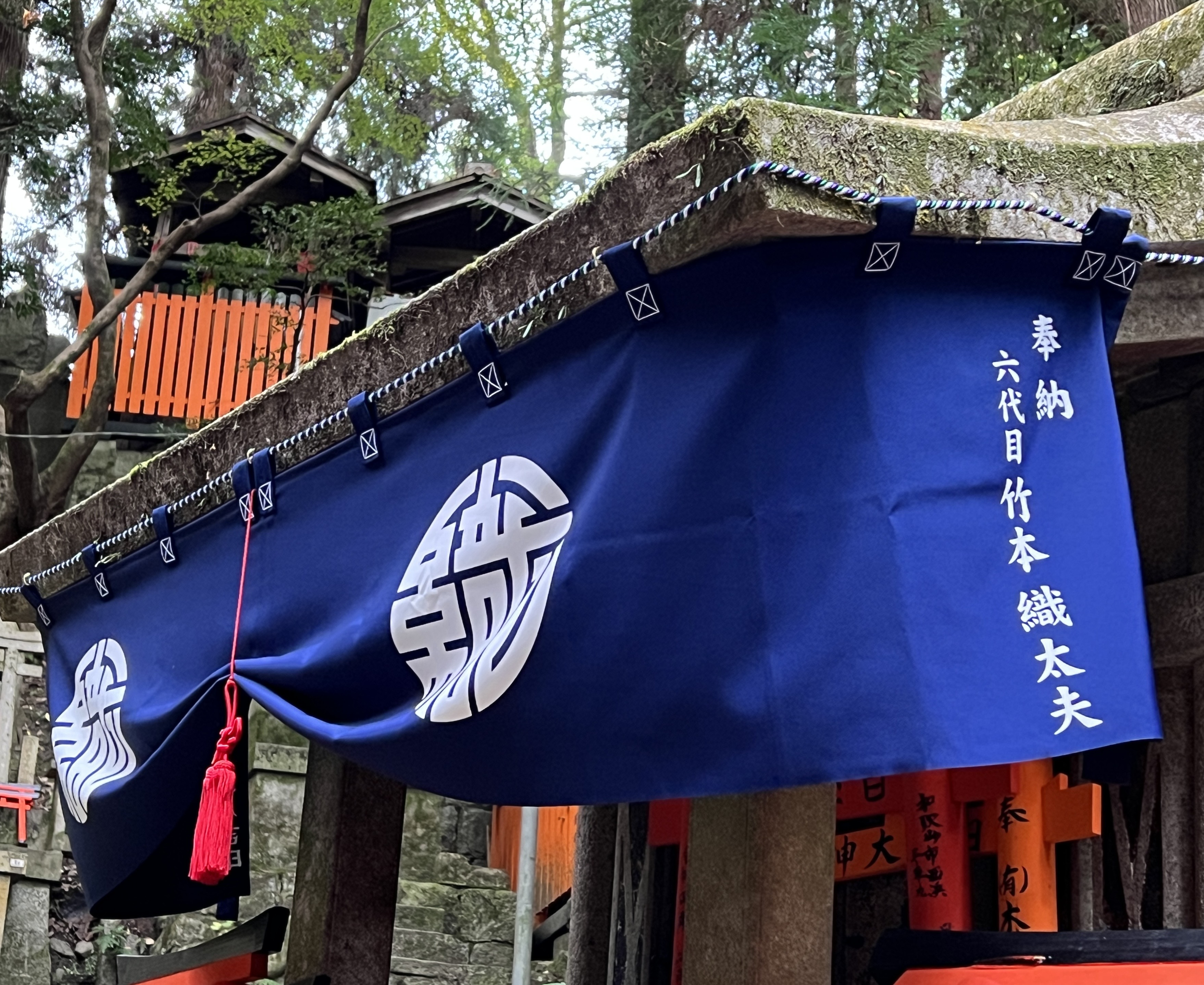
織太夫稲荷（幔幕）

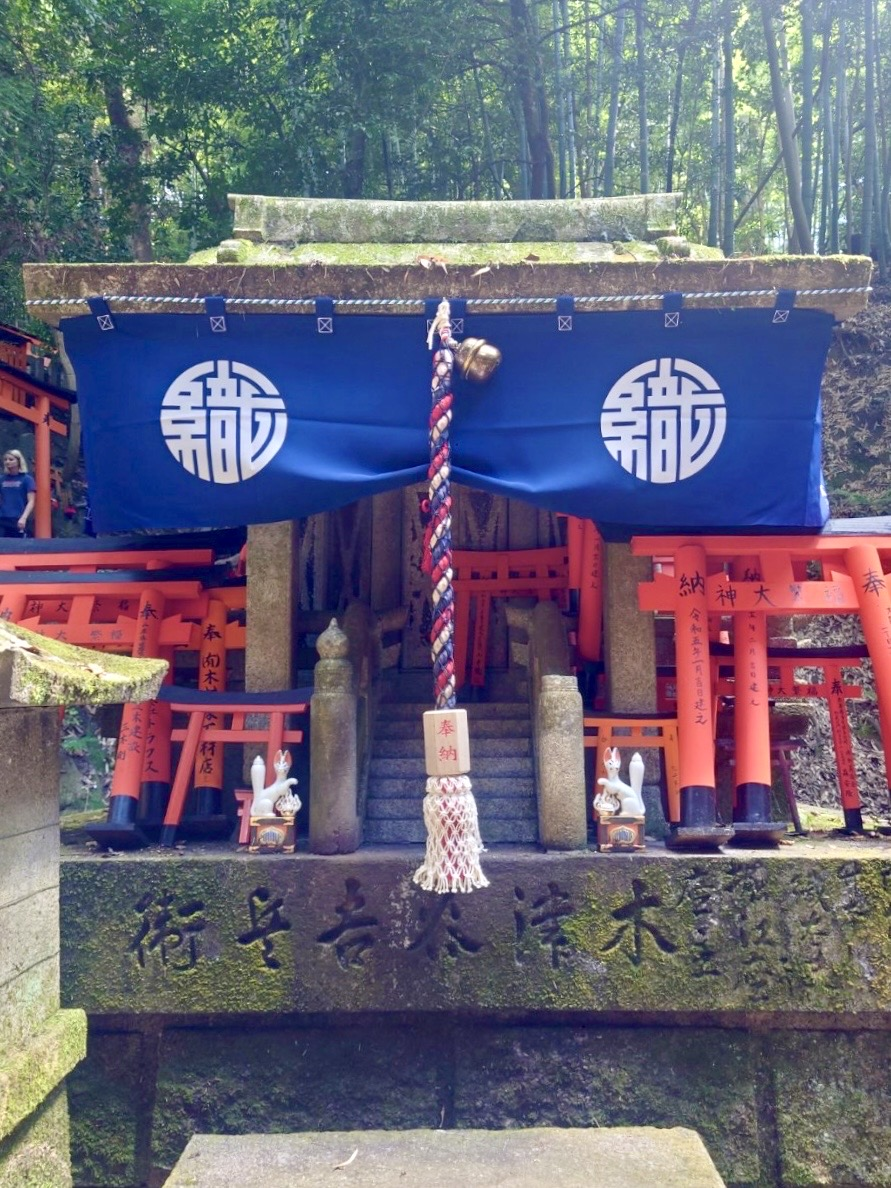
鈴緒がつけられた織太夫稲荷

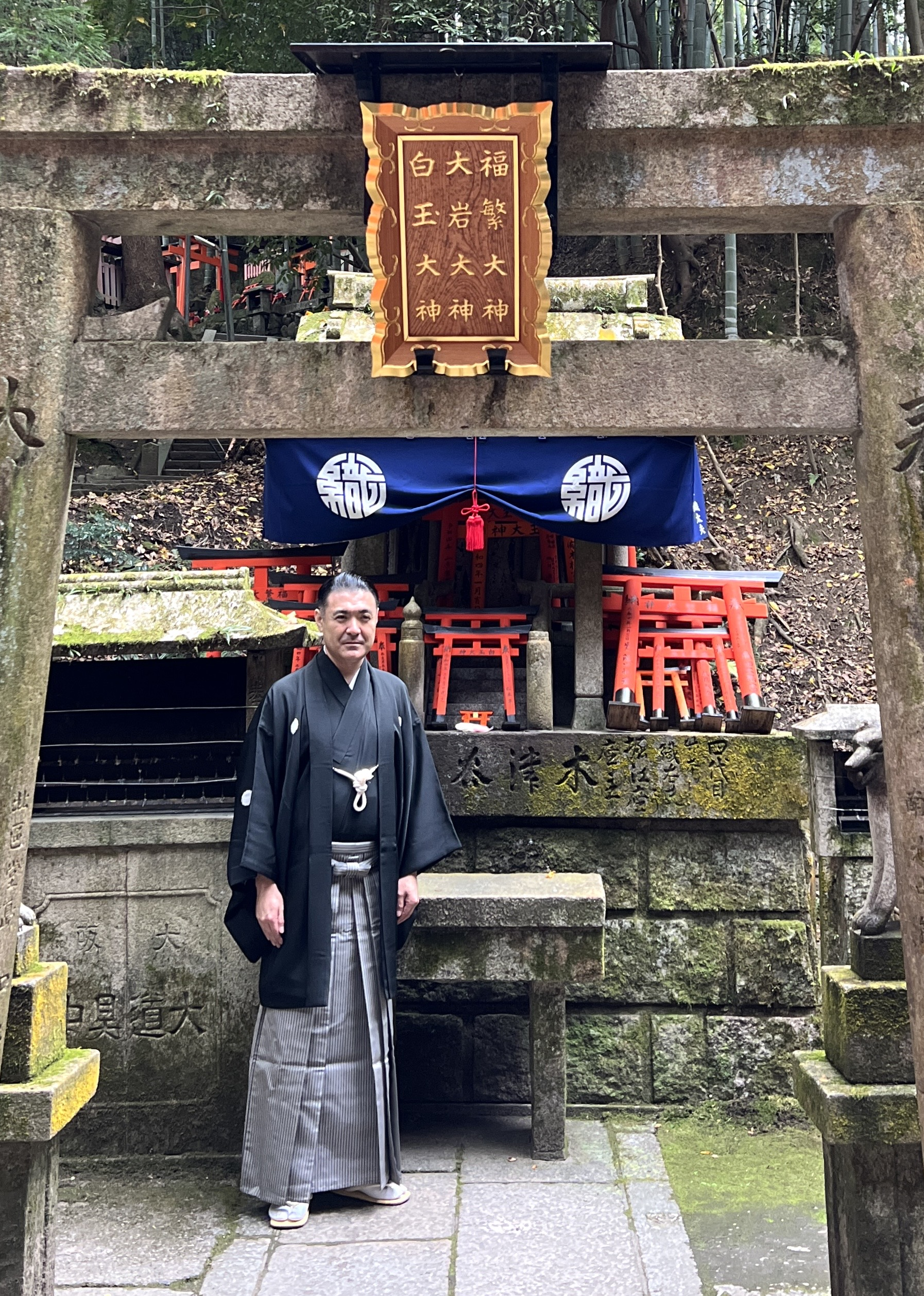
奉告祭を執り行う六代目竹本織太夫